# Lambert Deep
Koordinaten: 68° 30′ S, 70° 31′ O
Das Lambert Deep ist ein schmales und über 1000 m unter dem Meeresspiegel liegendes Meerestief der Kooperationssee vor der Lars-Christensen-Küste des ostantarktischen Mac-Robertson-Lands. Es liegt 88 km südlich der Fram-Bank in der Prydz Bay und erstreckt sich bis unter den westlichen Abschnitt des Amery-Schelfeises.
Das Antarctic Names Committee of Australia benannte es in Anlehnung an die Benennung des weiter südlich liegenden Lambert-Gletschers, des größten Gletschers der Erde.